# Proédrie

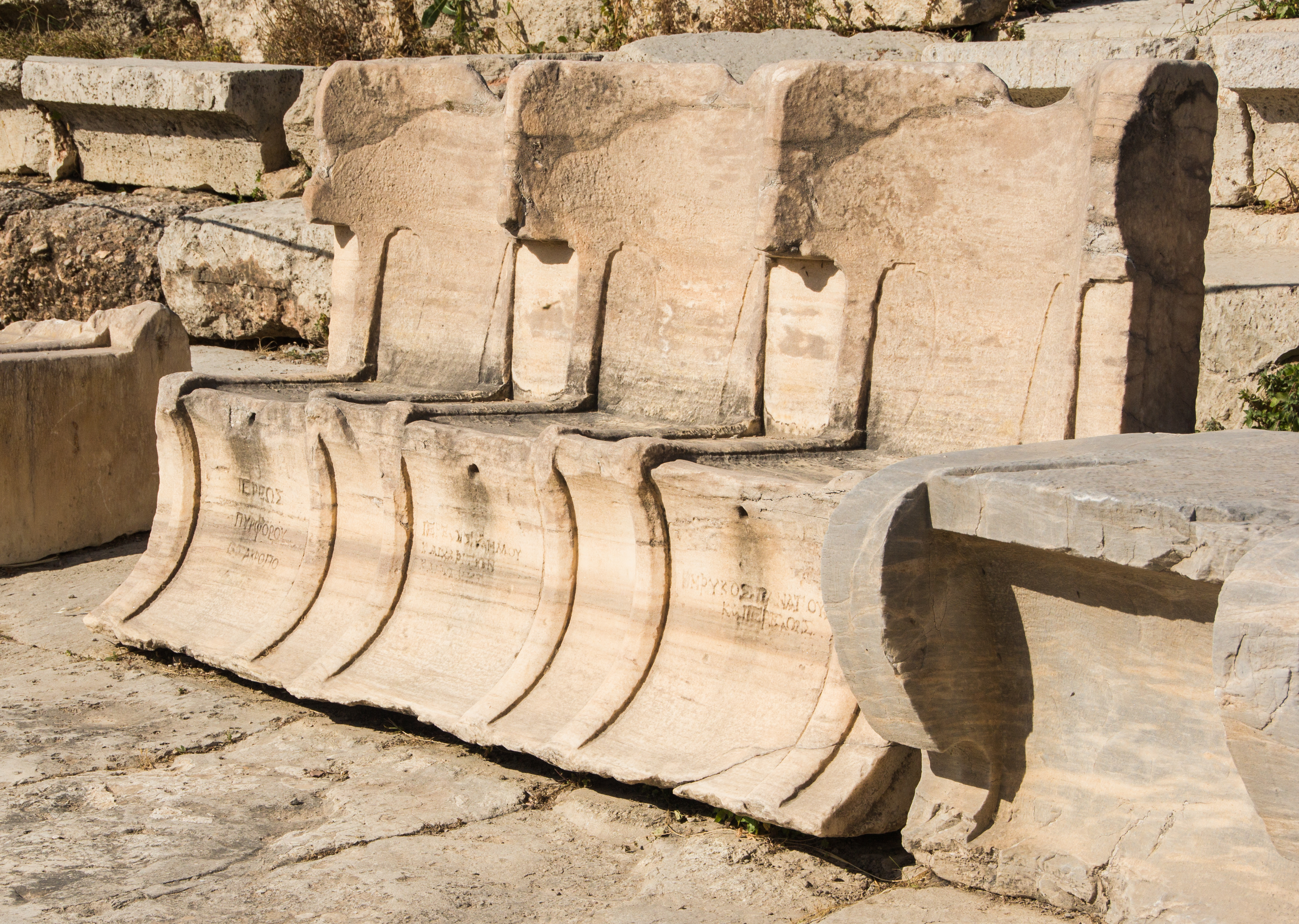
Proédrie au théâtre de Dionysos, sur les flancs de l'Acropole, Athènes, Grèce.

La proédrie (en grec ancien προεδρία, de « προ, pro », « devant » + « ἕδρα, hédra », « siège ») est en Grèce antique et dans la Rome antique, dans son sens étymologique, la première place.
Le terme a été utilisé pour désigner aussi la protocathédrie dans un temple ou une synagogue.

## Architecture
Dans l’architecture des théâtres et des odéons antiques, le premier rang est une partie du koïlon, partie la plus honorifique, plus honorifique encore que la section réservée aux 500 membres de la Boulè (bouleutikon).
Le premier rang se distinguait des autres rangs par son confort. Il était situé sur l’aile plane des théâtres. Il était fait de bois, de pierre (matériau plus noble) ou de marbre (plus noble encore). Il possédait parfois une belle banquette à dossier et un marchepied à l’avant. Il était plus large que les autres. Au –IVe siècle apparaissent au premier rang des trônes de marbre monolithes ornés de sculptures, qui montrent, de manière encore plus ostentatoire, le respect que portait la cité à un bienfaiteur.
Les sièges du premier rang, enfin, étaient les seuls à recevoir inscription de la fonction ou même de l’identité de celui qui devait s’y asseoir.
D’autres divisions de l’espace de stationnement apparaîtront à date romaine : tribunes dans la partie centrale des premiers gradins (cavea), balustrades isolant les spectateurs de marque (balteus), sièges amovibles dans l’orchestra (bisellium).

## Sociologie
La proédrie consistait à réserver le premier rang – voire plusieurs premiers rangs – à des personnalités, lors d’événements divers (jeux, concours, représentations scéniques). Ces hommes, des proèdres (grec ancien πρόεδρος, proédros), étaient choisis par la cité pour leur importance d’abord religieuse (les prêtres et, au premier chef, le prêtre de Dionysos, le hiérophante d’Éleusis…), mais aussi politique (les archontes, Harmodios et Aristogiton ainsi que leurs familles, Néron…), militaire (les stratèges, Cléon après la bataille de Sphactérie, Conon après la bataille de Cnide), économique (les bienfaiteurs de la cité) ou médiatique (les vainqueurs des concours panhelléniques, les acteurs célèbres, comme Polos d’Égine qui obtient la proédrie à Samos).
À partir du IVe siècle av. J.-C., la préséance de la proédrie fut accordée aux étrangers (xénos), ainsi associés à la vie publique de la cité : proxènes, ambassadeurs, citoyens d’un pays ami. À partir du IIIe siècle av. J.-C., même certains éphèbes siégèrent au premier rang.
Tous les magistrats siégeaient aux places de devant pendant la durée de leur fonction, le privilège leur étant retiré à leur sortie de charge. Mais certains gardaient cet honneur à vie et le transmettait même, de manière héréditaire, à leur fils aîné par un décret honorifique.
La pratique de la proédrie est très répandue dans la Grèce Antique. Siéger à la proédrie était un grand privilège (mégistè timè), un signe honorifique très prestigieux de la Grèce antique. La cité pouvait ainsi faire connaître aux yeux de tous les considérations dont jouissaient des individus de valeurs.
La proédrie était l’objet d’une proclamation publique par un héraut avant même le début des concours théâtraux (les membres étaient alors nommés dans un certain ordre protocolaire). Les membres de la proédrie – qui ne payaient pas leur place – s’installaient rituellement, menés par l’architecte préposé aux sanctuaires (architectôn épi ta hiéra), qui tient de l’urbaniste et du chef du protocole.
Elle pouvait s’accompagner d’autres honneurs majeurs : un repas servi au Prytanée ou sitésis (Ve siècle av. J.-C.), l’érection d’une statue (IVe siècle av. J.-C.). Le peuple rassemblé dans le koïlon ne forme pas un ensemble totalement égalitaire.